# マッティ・ヤルビネン
マッティ・ヤルビネン（Matti Henrikki Järvinen, 1909年2月18日 - 1985年7月22日）は、フィンランドの陸上競技選手。1932年ロサンゼルスオリンピックの金メダリストである。

## 経歴
ヤルビネンはスポーツ一家に育ち、父親のヴェルネル・ヤルビネンは1908年ロンドンオリンピックのギリシャ式円盤投の銅メダリスト。兄のアキレス・ヤルビネンは十種競技の選手で、1928年アムステルダムオリンピック、1932年ロサンゼルスと2大会連続の銀メダリストである。
ヤルビネン自身も、1930年から1934年までの5年間で10回の世界記録を更新し、「ミスターやり投」と呼ばれていた。男子やり投の世界記録の更新回数で2番目に多い選手は、フィンランドのヨニ・ミューラとチェコのヤン・ゼレズニーが4回であり、実に倍以上の回数である。
ヤルビネンは、1932年ロサンゼルスオリンピックのやり投に出場。72m71で、金メダルを獲得。ほかの2人のフィンランド人、マッティ・シッパラ、エイノ・ペンティラとともに表彰台を独占した。
ヤルビネンは1934年の第1回ヨーロッパ選手権でも優勝。4年後の第2回大会も制し連覇を果たしている。しかし、1936年ベルリンオリンピックでは、けがに苦しみ、結果も5位に終わっている。

## 世界記録
| 記録 (m) | 年月日        | 場所       |
| -------- | ------------- | ---------- |
| 71.57    | 1930年8月8日  | ヴィープリ |
| 71.70    | 1930年8月17日 | タンペレ   |
| 71.88    | 1930年8月31日 | ヴァーサ   |
| 72.93    | 1930年9月14日 | ヴィープリ |
| 74.02    | 1932年6月27日 | トゥルク   |
| 74.28    | 1933年5月25日 | ミッケリ   |
| 74.61    | 1933年6月7日  | ヴァーサ   |
| 76.10    | 1933年6月15日 | ヘルシンキ |
| 76.66    | 1933年9月7日  | トリノ     |
| 77.23    | 1934年6月18日 | ヘルシンキ |